# Coral (compoziție muzicală)
Coralul (latină: cantus choralis) este, în biserica protestantă, un cântec religios pe mai multe voci.
Melodiile, simple și cu ritm constant, sunt cântate de enoriași în unison în timpul slujbelor religioase, deseori acompaniate de orgă.
Inițial era numele melodiilor liturgice cântate de corul bisericii, dar după Reforma Protestantă, enoriașii participă și ei la cântat.
Un „preludiu coral” este o compoziție pentru orgă bazată pe un coral. Compozitori de preludii corale au fost printre alții Dietrich Buxtehude, Johan Sebastian Bach și Max Reger.
Un ansamblu de persoane care execută la unison sau pe mai multe voci piese muzicale poartă denumirea de corală.